# 삭방군
삭방군(朔方郡)은 허타오 지역에 있던 중국의 옛 군이다.

## 전한
진나라의 옛 구원군 서부로, 한나라 초기에 흉노의 침입으로 잃었다가 무제가 원삭 2년(기원전 127년)에 파견한 위청의 원정군이 흉노를 물리치고 황하의 큰 곡류 남방 일대(허타오, 또는 하남, 또는 오르도스 고원이라고도 한다)를 회복하면서 오원군과 함께 설치됐다. 주보언은 이 지역이 비옥하기 때문에 군의 설치를 강력히 주장했고, 공손홍이 반대했으나 무제가 주매신을 시켜 공손홍을 설득시키고 군을 설치했다.
삭방자사부에 속했으며, 원시 2년(2년)의 인구조사에 따르면 34,338호, 136,628명이 있었다. 치소는 삭방현이다. 아래 속현 목록은 《한서》 지리지의 내용이다. 원연·수화 연간(기원전 8년 무렵)의 현황으로 여겨지며, 총 10현이다.
| 현명   | 한자   | 대략적 위치                                    | 비고                                                                                              |
| ------ | ------ | ---------------------------------------------- | ------------------------------------------------------------------------------------------------- |
| 삼봉현 | 三封縣 | 아라산맹 아라산 좌기 북동                      | 무제가 원수 3년(기원전 120년)에 축성했다.                                                         |
| 삭방현 | 朔方縣 | 오르도스시 항긴 기 바얀누르시 우라트 전기 남동 | 금련염택(金連鹽澤)과 청염택(靑鹽澤)이 모두 남쪽에 있다.                                           |
| 수도현 | 修都縣 | 오르도스시 항긴 기 북서                        |                                                                                                   |
| 임하현 | 臨河縣 | 바얀누르시 린허 구 북                          |                                                                                                   |
| 호주현 | 呼遒縣 | 바얀누르시 우라트 전기 남동                    |                                                                                                   |
| 유혼현 | 窳渾縣 | 바얀누르시 덩커우 현 북서                      | 길 북서쪽으로 나가면 계록새(鷄鹿塞)가 있다. 도신택(屠申澤)이 동쪽에 있다. 서부도위의 치소가 있다. |
| 거수현 | 渠搜縣 | 바얀누르시 우라트 전기 남동                    | 중부도위의 치소가 있다.                                                                           |
| 옥야현 | 沃壄縣 | 바얀누르시 린허 구 남서                        | 무제가 원수 3년(기원전 120년)에 축성했다. 염관이 있다.                                            |
| 광목현 | 廣牧縣 | 바얀누르시 우위안 현 남                        | 동부도위의 치소가 있다.                                                                           |
| 임융현 | 臨戎縣 | 바얀누르시 덩커우 현 북                        | 무제가 원삭 5년(기원전 124년)에 축성했다.                                                         |

## 신
군의 이름을 구수(溝搜)로 고치고 다음 현의 이름을 고쳤다.
| 전한 | 신         |
| ---- | ---------- |
| 삭방 | 무부(武符) |
| 임하 | 감하(監河) |
| 유혼 | 극무(極武) |
| 거수 | 구수(溝搜) |
| 옥야 | 수무(綏武) |
| 광목 | 염관(鹽官) |
| 임융 | 추무(推武) |

## 후한~서진
전한-신-후한교체기 이지역으로 들어온 선비족, 흉노, 오환족의 공격으로 인해 6현으로 축소되었고 인구또한 1,987호 7,843명으로 대폭 줄어들었다. 후한말 성장하는 선비족의 침략을 이기지 못했다. 결국 속현중 하나인 광목현만이 신흥군의 속현으로 강등되어 진중 시 서우양 현일대로 치소가 옮겨졌고 본래의 삭방지역은 버려졌다. 버려진 삭방지역에는 강족, 흉노족, 선비족등이 섞여살았다.
| 현명   | 한자   | 대략적 위치                                      | 비고                   |
| ------ | ------ | ------------------------------------------------ | ---------------------- |
| 임융현 | 臨戎縣 | 변화없음                                         |                        |
| 삼봉현 | 三封縣 | 변화없음                                         |                        |
| 삭방현 | 朔方縣 | 변화없음                                         |                        |
| 옥야현 | 沃壄縣 | 변화없음                                         |                        |
| 광목현 | 廣牧縣 | 바얀누르시 우위안 현 남 → 진중 시 서우양 현 북서 |                        |
| 대성현 | 大城縣 | 어얼둬쓰시 항진 기 남동                          | 서하군에서 이관되었다. |

## 북조
이지역에서 살던 이민족들이 국가를 세우면서 어얼둬쓰 시 다라터 기 서남지역을 치소로 하여 일시적으로 복구되었다. 후조, 전진순으로 소속되었다. 전진이 멸망하고 후진에 소속되었다가 이지역을 기반으로 성장한 혁련발발이 세운 하가 차지했다. 탁발규가 대하를 멸망시키면서 북위로 소속이 바뀌었다.
하지만 한대의 삭방군지역에는 우라터 전기의 옥야진(沃野鎭)를 두었고 옌안시 쯔창 현일대에 삭방군을 두었고 동하주에 소속시켰다. 3현을 두었다. 북주는 삭방군에 총관부를 두었다.
| 현명   | 한자   | 대략적 위치                   | 비고                          |
| ------ | ------ | ----------------------------- | ----------------------------- |
| 위평현 | 魏平縣 | 옌안 시 쯔창 현 동남          |                               |
| 정화현 | 政和縣 | 위린 시 우부현과 쑤이더현사이 |                               |
| 삭방현 | 朔方縣 | 미상                          | 현내에 귀벽택(貴堛澤)이 있다. |

## 수
대업초에 총관부를 폐지하고 삭방군을 재설치했다. 주현제를 실시할 때는 하주(夏州)로 불렸다. 3현 11,673호를 거느렸다. 수말당초에는 본주 출신의 군벌 양사도가 점령했고, 그는 돌궐의 지원을 받아 당나라를 공격하기도 했다.
| 현명   | 한자   | 대략적 위치                        | 비고 |
| ------ | ------ | ---------------------------------- | --- |
| 암록현 | 岩綠縣 | 어월둬쓰 시 우선 기 무정하진 서남  | 서위대 홍화군의 치소였다. |
| 영삭현 | 寧朔縣 | 위린 시 헝산구 탑만진 서남         | 북주에서 신설되었다. |
| 장택현 | 長澤縣 | 어얼둬쓰 시 어퉈커 전기 성천진일대 | 서위에서 천희군(闡熙郡)을 설치했고 북위 대안군이 있던 곳이다. 장주로 승격되었으나 개황초 군이 폐지되면서 현으로 격하되었다. 산록현(山鹿縣), 신천현(新蒨縣)을 통폐합했고 607년(수 양제 대업 3년)장주를 폐했다. |

## 당
628년(당 태종 정관 2년) 양사도(梁師都)를 점령한 뒤 하주를 재설치하고 도독부를 두었다. 본도독부는 하주, 수주, 은주의 3개 주를 관할했고 하주는 덕정현, 암록현, 영삭현, 장택현의 4현을 통치했다. 633년(당 태종 정관 7년), 덕정현에 장주도독부(長州都督府)를 설치했고 1년뒤인 634년(당 태종 정관 8년) 북개주(北開州)를 화주(化州)로 고쳤다. 639년(당 태종 정관 13년) 화주와 장주를 폐지하고 덕정현, 장택현을 재편입했다. 742년(당 현종 천보 원년), 군현제를 실시하면서 삭방군으로 개명되었다가 758년(당 숙종 건원 원년), 주현제를 재실시하면서 하주로 개명되었다. 4현 2,323호 10,286명을 거느렸으나 천보 연간에는 9,213호 53,104명으로 인구가 늘었다.
| 현명   | 한자   | 대략적 위치                           | 비고                                                                                              |
| ------ | ------ | ------------------------------------- | ------------------------------------------------------------------------------------------------- |
| 삭방현 | 朔方縣 | 어월둬쓰 시 우선 기 무정하진 서남     | 628년 암록현에서 삭방현으로 개명되었다.                                                           |
| 덕정현 | 德靜縣 | 어월둬쓰시 우선 기 알노도진(嘎魯圖鎭) | 633년 북개주를 설치했고 1년 뒤 북개주를 화주로 개명했다. 639년 화주가 폐지되면서 화주로 돌아왔다. |
| 영삭현 | 寧朔縣 | 위린 시 헝산구 탑만진 서남            | 623년(당 고조 무덕 6년) 남하주로 이관되었다가 628년 주가 폐지되면서 귀속되었다.                   |
| 장택현 | 長澤縣 | 어얼둬쓰 시 어퉈커 전기 성천진일대    | 633년 장주로 이관되었다가 639년 장주가 폐지되면서 돌아왔다.                                       |

## 태수

### 전한
- 유타인(? ~ 기원전 14년)
- 담(譚, 1년 당시)[11]